# Lily quiéreme
Lily quiéreme (en francés, Lily, aime-moi) es una película cómica francesa de 1975 dirigida por Maurice Dugowson. Entró en la sección oficial del Festival Internacional de Cine de Berlín de 1975.

## Argumento
François es un periodista que decide hacer un reportaje sobre la clase trabajadora. En sus investigaciones conoce a Claude, un trabajador al que su mujer Lily le ha abandonado.

## Reparto
- Jean-Michel Folon - François
- Patrick Dewaere - Gaston
- Rufus - Claude
- Zouzou - Lily
- Juliette Gréco - Flo
- Jean-Pierre Bisson - El hermano de Flo
- Roger Blin - El padre de Lily
- Jean Capel
- Roland Dubillard - El intelectual del Flo
- Pauline Godefroy - Un invitado del Flo
- Anne Jousset - El autoestopista
- Tatiana Moukhine - La madre de Lily
- Maurice Vallier - el compañero de redacción de François
- Andréas Voutsinas - Un invitado del Flo
- Henry Jaglom - Un invitado del Flo
- Bernard Freyd
- Miou-Miou - la niña de la cafetería